# Kadıköy
Kadıköy és un vast districte cosmopolita i comercial en la part asiàtica de la ciutat d'Istanbul -a Turquia- amb una població de 521.005 habitants (2012).

## Història
Kadıköy és, al seu torn, l'emplaçament més antic de la ciutat d'Istanbul com a tal. S'hi han trobat objectes arqueològics amb una antiguitat que es remunta a l'any 3000 aC, i els artefactes de pedra, os, de ceràmica, joieria i bronze demostren que va ser un emplaçament humà de manera continuada des de temps prehistòrics. Els fenicis, l'any 1000 aC aproximadament, van establir aquí una de les seves colònies, en el que actualment és el barri de Fikirtepe. I durant el període hel·lènic, colons grecs de Mègara hi van establir l'any 685 aC un altre assentament, concretament en el que avui és Moda i la seva petita península, colònia que rebria el nom de Kalkedon. Un topònim que després s'aniria modificant -passant per Calcedònia en llatí- fins a arribar a l'actual denominació de Kadıköy, un dels molts topònims «turquificats», que és una combinació de Kadı o Cadi -jutge que segueix la Xaria, normalment es tracta d'un jutge local que pot fins i tot fer les funcions d'alcalde (en àrab قاضى)- i köy -poble o llogarret en turc.
La Calcedònia de l'antiguitat era una antiga ciutat marítima de Bitínia -que en la seva època va ser una de les províncies romanes d'Àsia Menor-, gairebé directament davant de Bizanci i al sud de Crisòpolis (una altra antiga ciutat que actualment és el modern districte d'Üsküdar). Kalkedon o Calcedònia va ser conegut també com la «ciutat dels cecs», la llegenda que feia referència al fet que Bizanci seria fundada -per grecs de Mègara, comandats per Byzas, el mític fill de Posidó, la qual cosa dona una idea de la llegenda entreteixida amb la mitologia grega- després que la profecia de l'oracle indiqués que una gran capital seria construïda «davant la ciutat dels cecs» (volia indicar que la gent de Calcedònia havia d'haver estat encegada per no veure el valor obvi de la península al Corn d'Or com un port defensiu natural. I certament, cal dir que Bizanci i Calcedònia eren, estratègicament parlant, summament importants, ja que per aquesta última van passar perses, bitinis, romans, àrabs, croats, romans d'Orient i els turcs. Durant l'edat mitjana es van desenvolupar en Calcedònia importants concilis, en especial el Concili de Calcedònia del 451, en el qual es van escindir de l'església (llavors incloïa a l'església grega i a la catòlica romana) les anomenades monofisites. Segles després, Calcedònia va patir importants danys durant la Quarta Croada, per part dels croats anomenats Llatins (catòlics) i finalment va passar a les mans dels otomans en 1353, cent anys abans que Constantinoble fos conquerida pels turcs.

### Etimologia del nom
Després de la conquesta de Constantinoble, Calcedonia va ser col·locada sota la jurisdicció dels tribunals d'Istanbul, d'allà el nom de Kadıköy, «poble del jutge» en turc, un nom que ha canviat amb el pas dels segles i les civilitzacions que s'han assentat aquí, com ja s'ha dit anteriorment, des del Chalchedon grec passant per la Calcedònia romana i romana d'Orient, més tard a Gaziköy -«el poble de l'heroi de guerra»- dels primers pobles turcs que van arribar a la zona així com els turcs seljúcides del Soldanat de Rum, que la van anomenar Müderris o Meteris, fins a arribar a la seva definició actual, Kadıköy, establerta pel sultà Mehmet Fatih -«El Conquistador»- després de la conquesta de Constantinoble el 1453 en honor del primer cadi de la ciutat, Hızır Bey Çelebi. De tota manera, segons algunes fonts, una altra de les teories sobre aquesta última definició és que al lloc on es troba actualment l'Osmanağa Camii (mesquita d'Osmanağa), molt a prop dels molls dels ferries de Kadköy, construïda per un dels cortesans del sultà Ahmet I, Osman Ağa, en 1612) existia un lloc de culte islàmic - mescid - edificat per ordre de Mehmed Salih Efendi, cadi de la regió, per la qual cosa la regió podria haver pres el nom amb el qual és coneguda actualment, o sigui Kadıköy (Kadi Salih Efendi).

### Període otomà
Va continuar sent un plàcid emplaçament durant l'època otomana i segons un dels viatgers més cèlebres turcs, Evliya Çelebi (segle XV), al seu llibre Seyahatname («Llibre de viatges»), a Kadıköy hi havia «set barris grecs i un barri musulmà». Més tard la ciutat va créixer i durant el període Tanzimat el sultà Abdul Hamid II va construir noves edificacions a Kzltoprak, en el que era l'espai lliure de Fenerbahçe (El jardí- bahçe - de la llanterna/fanal- fener -), lloc en el qual diversos sultans otomans van construir pavellons o quioscs per al seu esbarjo (del francès kiosque, aquest del turc kök, aquest del persa kosk, i aquest del pelvi kōšk, pavelló). En el mateix període es va adscriure a la ciutat d'Istanbul (més en concret, pertanyia a una circumscripció al costat de la veïna Üsküdar).

### Període turc
Després de la derrota de l'Imperi Otomà en la Primera Guerra Mundial, es va firmar l'Armistici de Mudros el 30 d'octubre de 1918 i immediatament Istanbul i al seu torn Kadköy van ser ocupats per soldats aliats. Després de la Guerra d'Independència Turca i ja sota el govern de la moderna República de Turquia, va passar a formar part de la Municipalitat d'Istanbul.

## Districte modern d'Istanbul
En l'actualitat el centre de Kadıköy és un nus de comunicacions, lloc de negocis, zona comercial i punt de passada per als habitants d'Istanbul que viatgen del costat asiàtic de la ciutat a l'europeu i viceversa. El centre del districte per si mateix és un cúmul de noves edificacions i antigues cases i edificis d'anteriors residents alemanys, francesos, grecs i armenis que habitaven en gran nombre aquest districte durant l'època otomana -motiu pel qual hi trobem un gran nombre d'esglésies i cementiris d'altres creences religioses- que doten d'una peculiar característica cosmopolita a aquest districte i que en l'actualitat allotja a la classe obrera o classe mitjana, i també a nombrosos estudiants -aquí es troba, per exemple la Universitat de Màrmara- encara que barris com Moda, Bostancı o Fenerbahçe acullen nous edificis, amb grans avingudes comercials i botigues de luxe, en els quals habita la classe mitjana-alta.

## Divisió administrativa

### Mahalleler
Acıbadem, Bostancı, Caddebostan, Caferağa, Dumlupınar, Eğitim, Erenköy, Fenerbahçe, Feneryolu, Fikirtepe, Göztepe, Hasanpaşa, Koşuyolu, Kozyatağı, Merdivenköy, 19 Mayıs, Osmanağa, Rasimpaşa, Sahrayıcedid, Suadiye, Zühtüpaşa
La mahalle de Fenerbahçe dona nom al Fenerbahçe Spor Kulübü

### Barris
Bahariye, Çiftehavuzlar, Göztepe, Haydarpaşa, İbrahimağa, Kalamış, Kızıltoprak, Kuyubaşı, Moda, Söğütlüçeşme, Yeldeğirmeni, Ziverbey

## Evolució demogràfica
| Any      | 1940   | 1945   | 1950   | 1955    | 1960    | 1965    | 1970    | 1975    | 1980    | 1985    | 1990    | 1997    | 2000    | 2007    | 2010    | 2012    |
| -------- | ------ | ------ | ------ | ------- | ------- | ------- | ------- | ------- | ------- | ------- | ------- | ------- | ------- | ------- | ------- | ------- |
| Població | 57.901 | 66.680 | 77.993 | 102.926 | 131.928 | 166.425 | 241.593 | 362.578 | 468.217 | 577.863 | 648.282 | 699.379 | 663.299 | 744.670 | 532.835 | 521.005 |

## Galeria

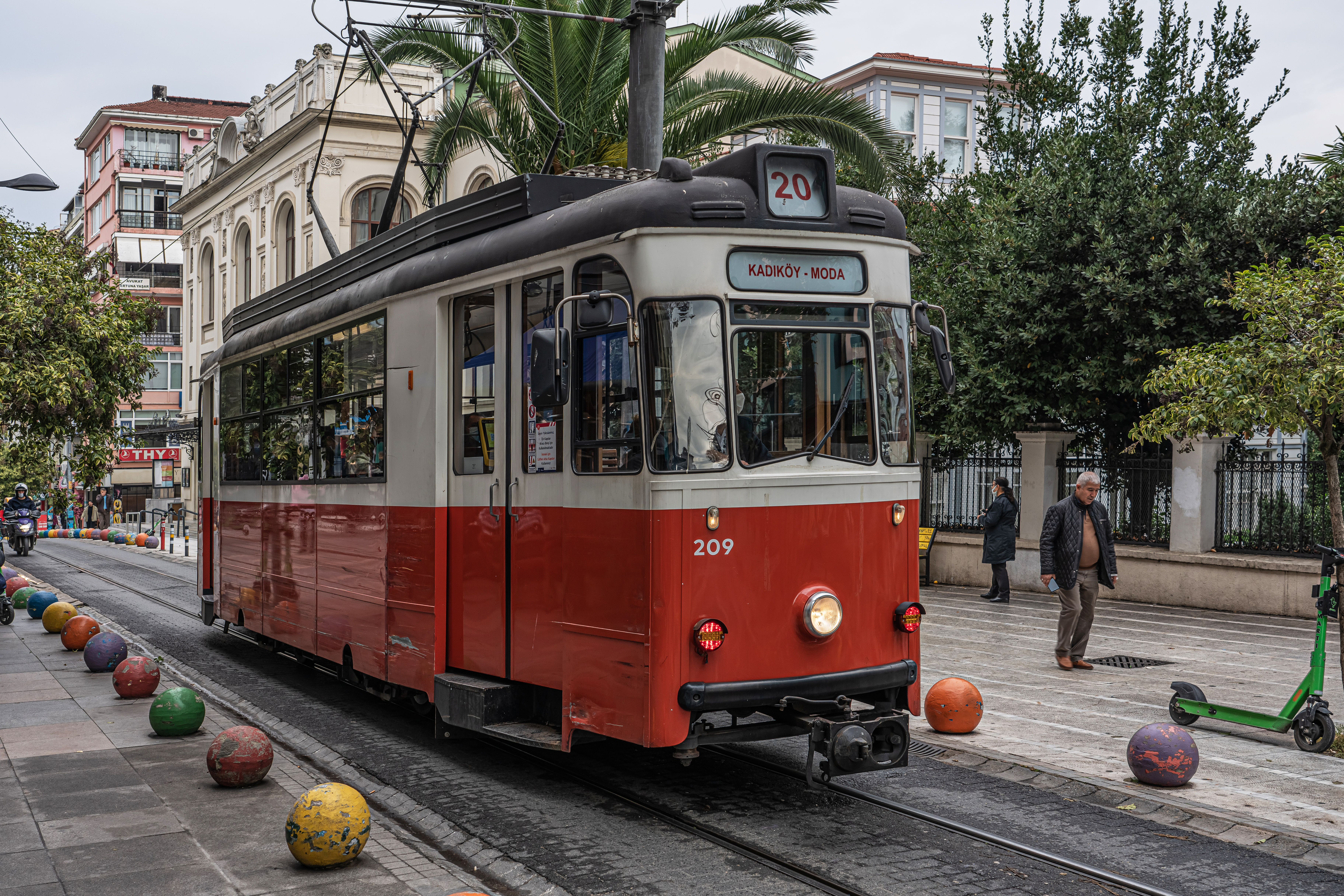
Tramvia d'època que actualment encara cobreix la línia Kadıköy-Moda, al districte de Kadıköy, en la part asiàtica d'Istanbul.
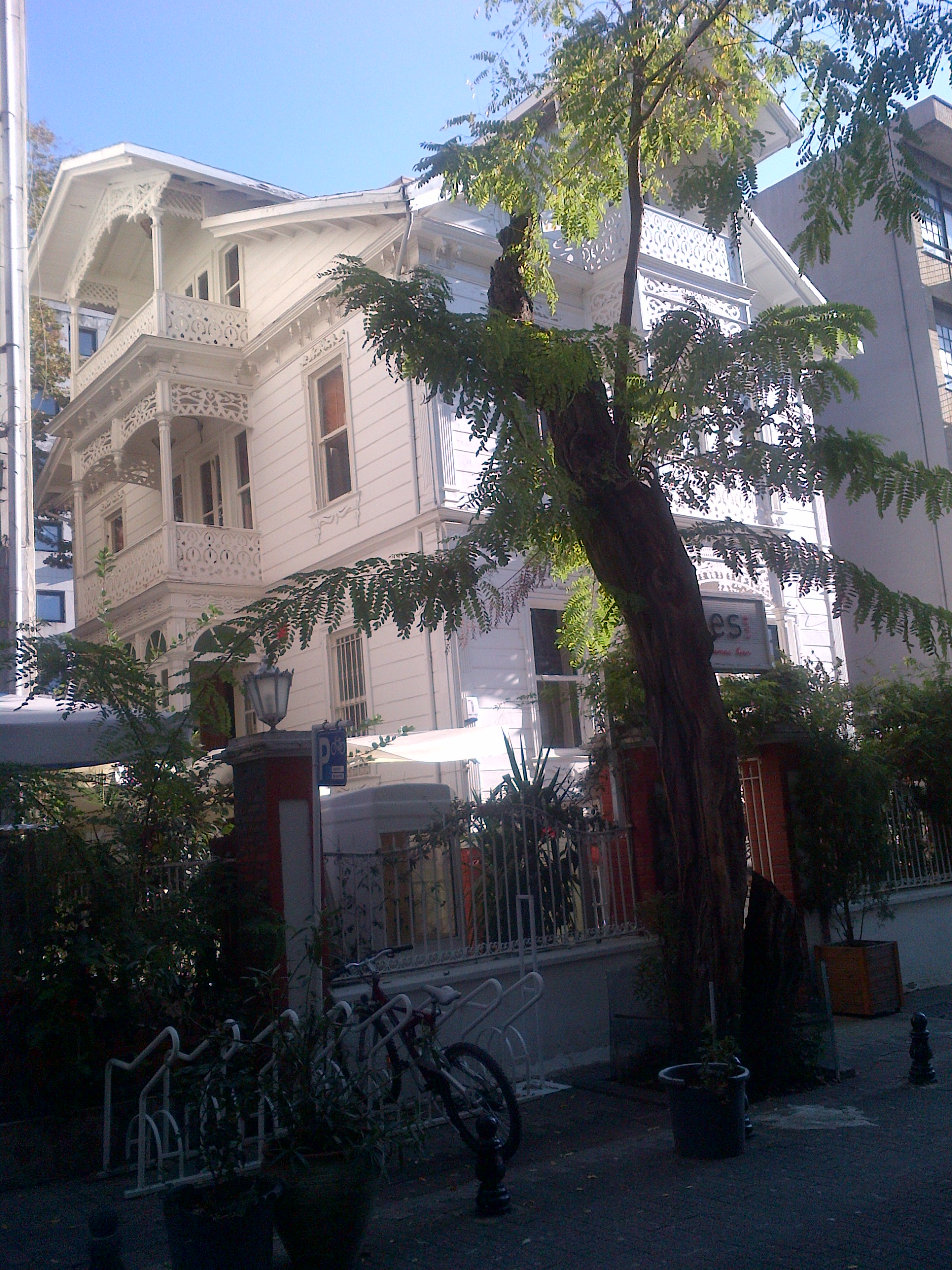
Un vell "konak" (casona) de fusta al barri de Bahariye a Kadıköy.
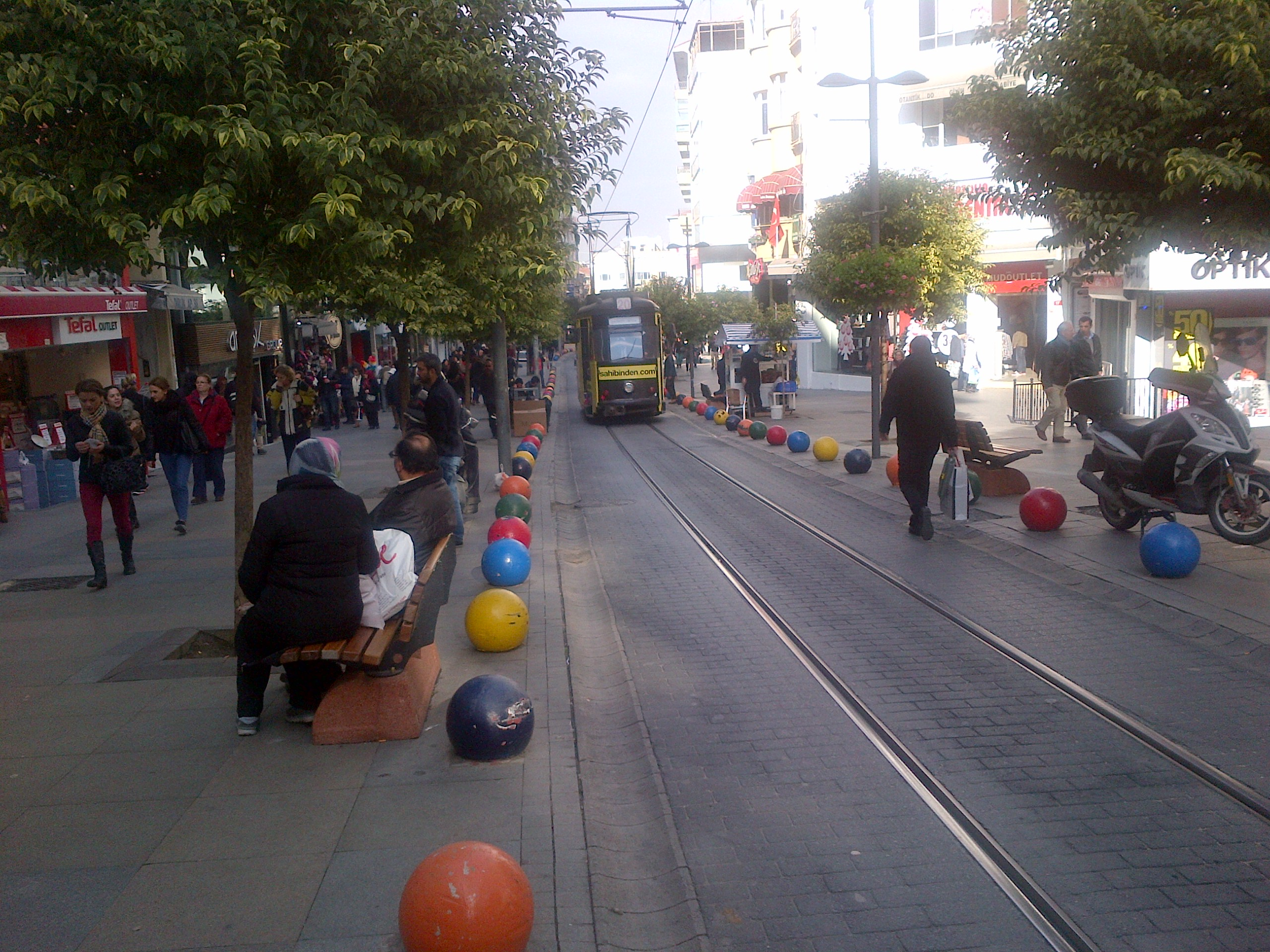
L'Avinguda de Bahariye és una zona de botigues i vida social al centre de Kadıköy. La tramvia de la imatge funciona entre el moll de Kadıköy i el barri de Moda.
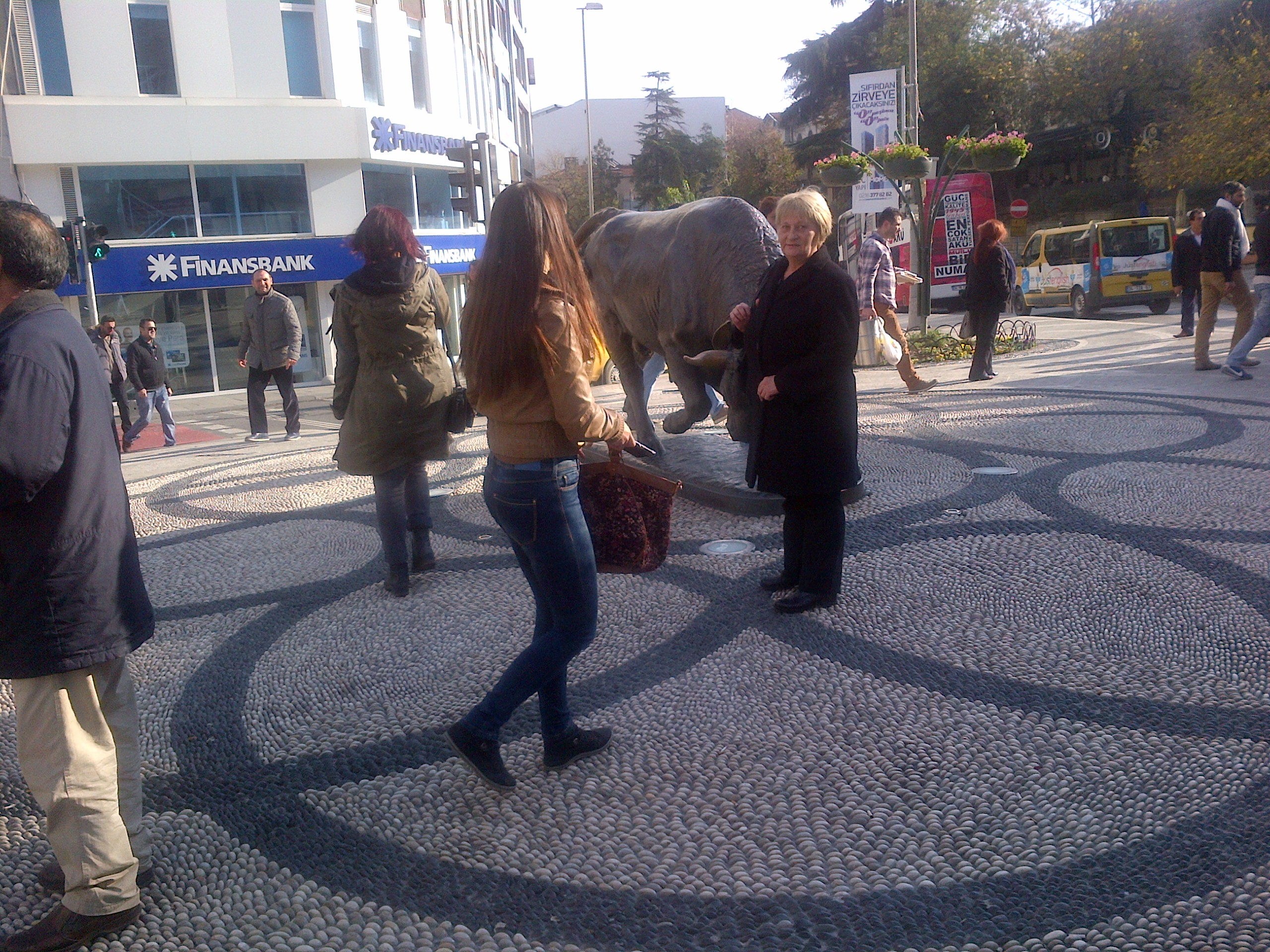
L'estàtua de toro a la placeta Altıyol (Sis Camins) es pot considerar un dels símbols de Kadıköy. La gent local dona cites per ajuntar aquí i per als que venen de fora és un punt per fotografiar.
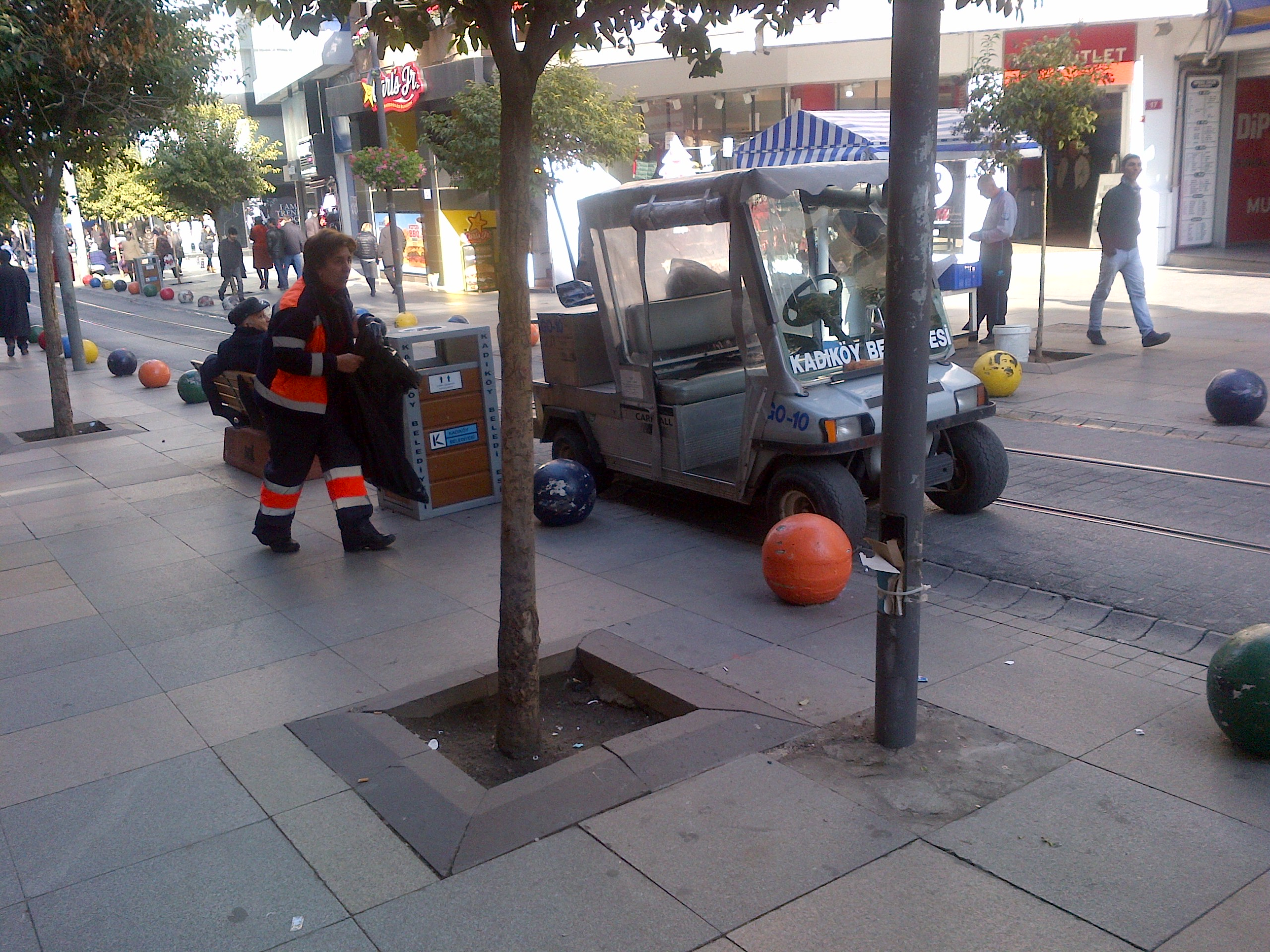
L'avinguda de Bahariye en Kadıköy és una de les zones de prioritat per a vianants. A la imatge una treballadora municipal retira escombraries amb un vehicle elèctric.
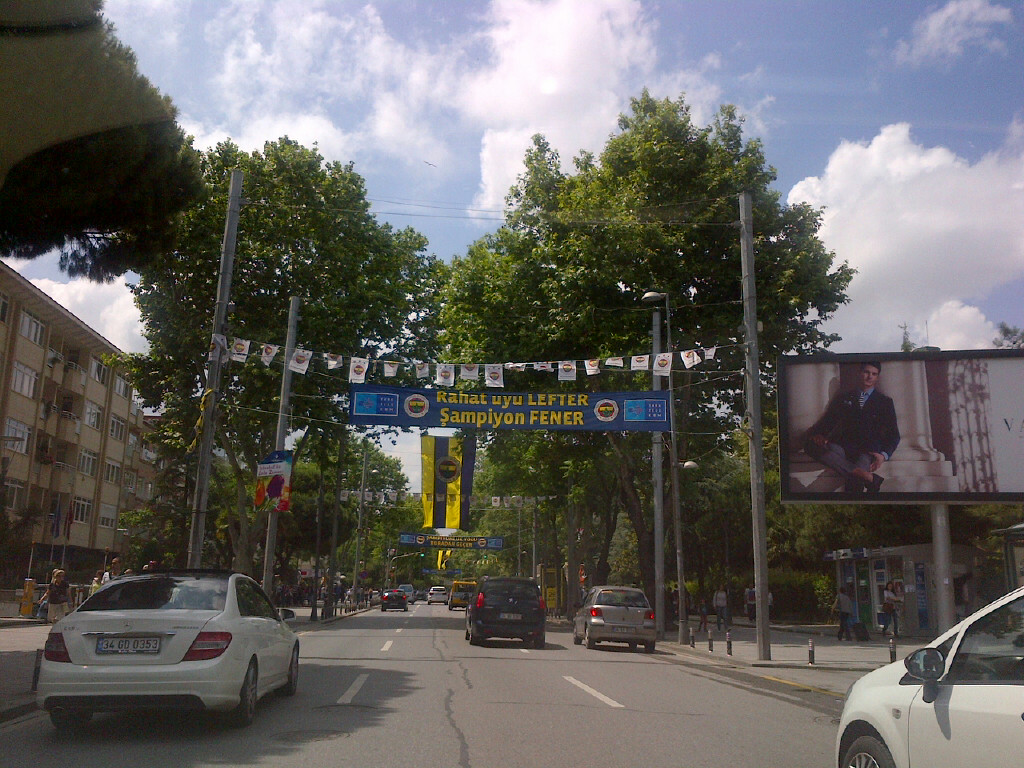
Llenç de "Rahat uyu Lefter, şampiyon Fener" (Dorm en pau Lefter, el campió és Fener) en Avinguda Bağdat, Kadıköy, després de la temporada 2013-2014 de la Superlliga turca. Lefter Küçükandonyadis (1924-2012), d'origen grec, era un dels jugadors més estimats de Fenerbahçe i del equip nacional turc.